# Naturbetong

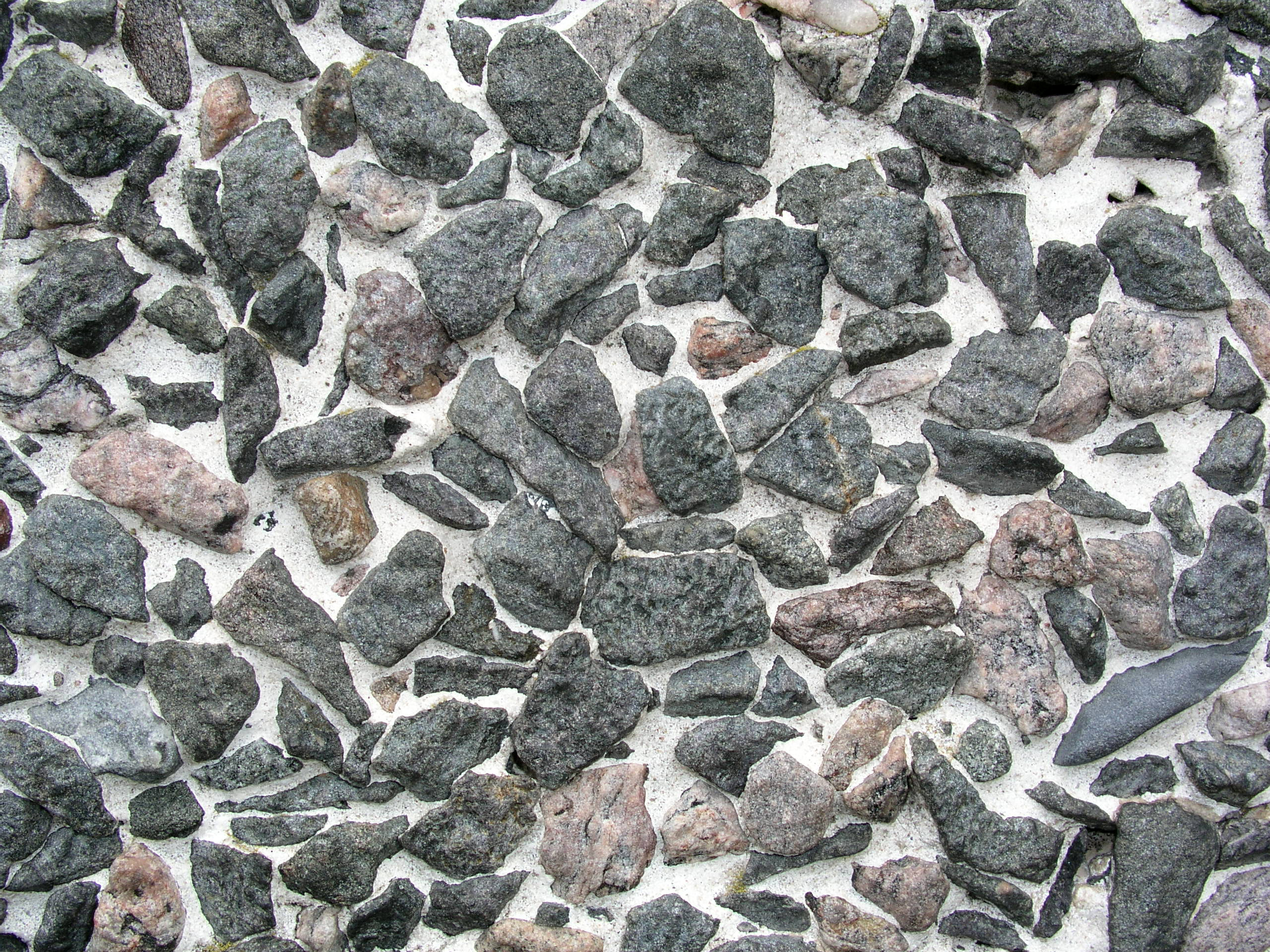
Naturbetong från Picassoskulpturen i Kristinehamn

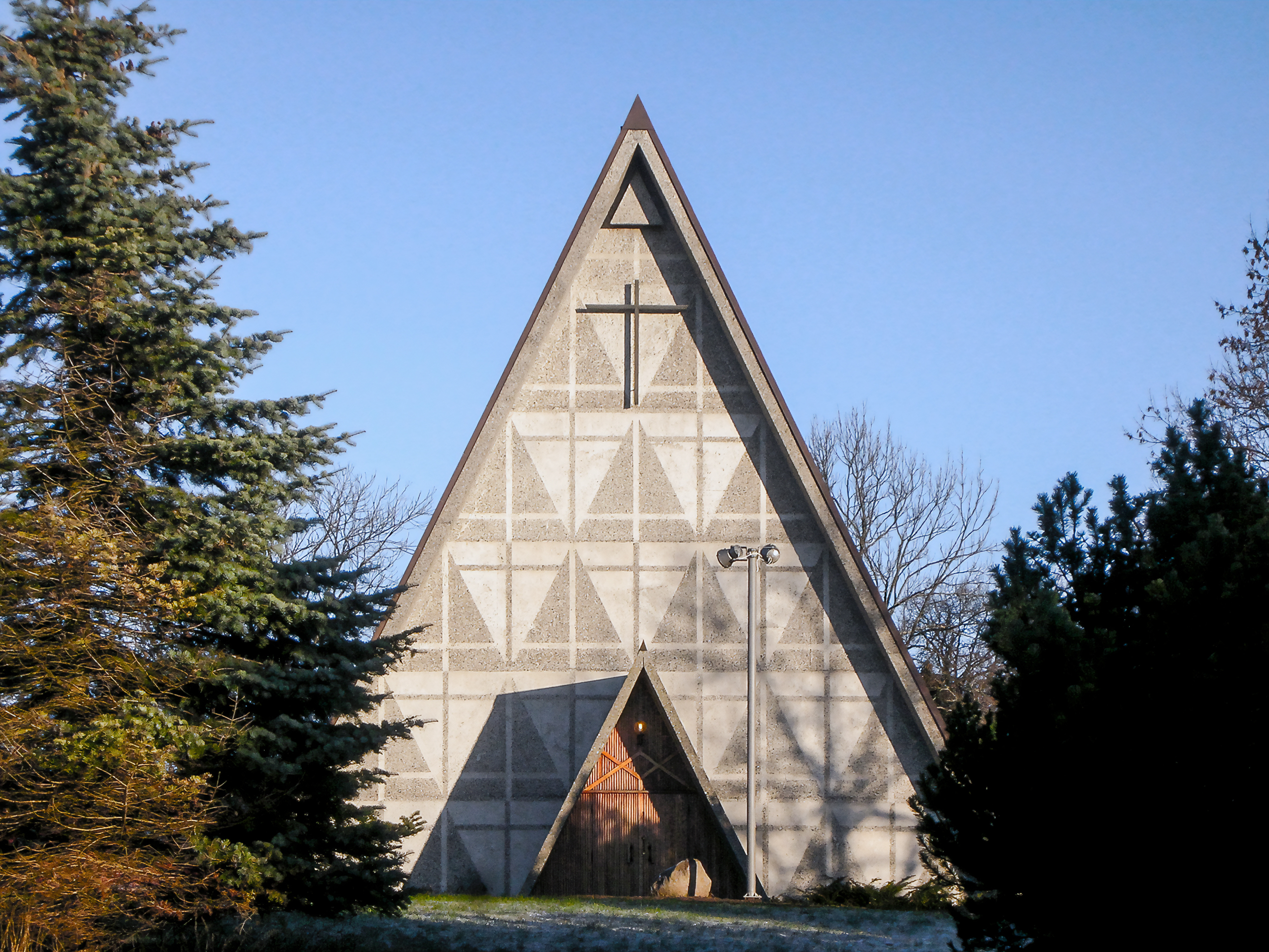
Bakkehaugens kyrka

Naturbetong är en gjutmetod för betong som utvecklades i början av 1950-talet av den norske arkitekten Erling Viksjø i samarbete med  ingenjören Sverre Jystad. Den användes sedan av Viksjø för ett flertal byggnader, bland andra Høyblokka  (1955–58) och Y-blokka (1970) i regeringskvarteret i Oslo, Bakkehaugens kyrka (1959), Norsk Hydros huvudkontor på Bygdøy Allé 2 (1960–63) och Bergens rådhus (1971–74).
Naturbetonggjutning sker så att formen först fylls med olika slags singel och grus, vilket oftast innebär runtslipade småstenar från flodbäddar, varefter en cement/sandblandning pressas in så att alla hålrum fylls. Framsidan sandblästras efter härdningen, så att småstenen i ytskiktet ordentligt framträder. I normal betonggjutning blandas eventuell singel och grus in i betongen före gjutningen.
Naturbetong ligger också till grund för betogravetekniken för ristning i betong, vilken utvecklades av konstnären Carl Nesjar.

## Bildgalleri

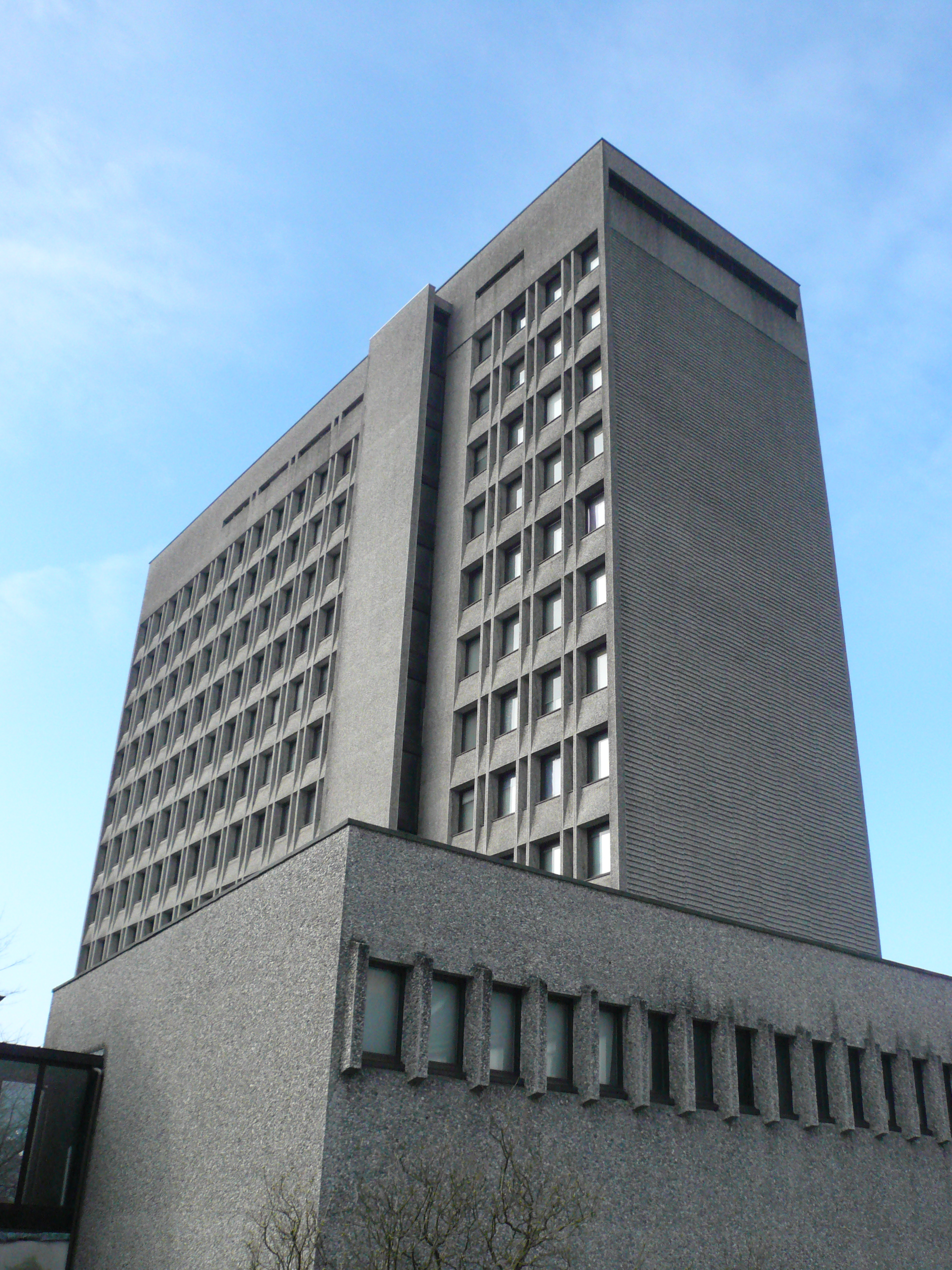
Bergens rådhus